# Guløjet brednæb
Guløjet brednæb (Eurylaimus ochromalus) er en spurvefugl, der lever i Sydøstasien.